# Chile elige
Chile elige fue un programa de televisión chileno, parte del ciclo Chile 200 Años de Televisión Nacional de Chile, conducido por Karen Doggenweiler. El esquema estaba basado en el programa Grandes Británicos de la BBC pero no es el mismo formato de televisión. Debutó el 20 de julio de 2006, y consistió en 12 capítulos que eran emitidos cada jueves a las 22.00.
Este programa pretendía escoger a los mejores representantes de la cultura chilena, mediante diversas categorías que tienen que ver con televisión, música y gastronomía.

## Formato
Antes del inicio del programa, el público votó en todas las categorías vía internet (en el sitio web de TVN, www.tvn.cl). Luego, se extrajeron los diez primeros lugares en cada categoría, y estos son los que participan en la fase final. En cada episodio de Chile elige se premia a una categoría.
Cada candidato está representado por un "defensor" (cualquier integrante de la música, de los medios de comunicación o de la industria del entretenimiento), que estimula al público a que vote por quien representa, ya que es finalmente la votación telefónica la que decide al ganador de la categoría.

### Defensores
- Andrea Tessa
- Catalina Pulido
- Denisse Malebrán
- Matilda Svensson
- Tati Penna
- Alfredo Alonso
- Francisco Pérez-Bannen
- Humberto Sichel
- Jaime Coloma
- Sergio Paz

## Categorías y ganadores
- Mejor Teleserie: Los Pincheira, de TVN
- Mejor Película: Machuca
- Mejor Programa de TV: Rojo Fama Contrafama, de TVN
- Mejor Canción: "Gracias a la vida", de Violeta Parra
- Mejor Ídolo deportivo: Iván Zamorano
- Mejor Plato típico: Empanadas
- Mejor Actor: Francisco Reyes
- Mejor Personaje Humorístico: La Cuatro Dientes, de Gloria Benavides
- Mejor Grupo musical: Los Jaivas
- Mejor Actriz: Claudia Di Girólamo
- Mejor Artista Musical: Víctor Jara
- Mejor Conductor(a) de TV: Don Francisco

## Críticas
El programa fue fuertemente criticado por la dudosa veracidad de sus resultados, el formato de votación, y porque es transmitido por un medio de comunicación "no neutral", al estar presentes varios de sus rostros y producciones en todas las categorías.[cita requerida]
El formato de votación (vía mensajes de texto) da pie a que un público más joven sea el que vota, dándole el triunfo a producciones recientes, como Los Pincheira y Rojo Fama Contrafama (ambos de la cadena que transmite este programa),  dejando fuera a candidatos más antiguos.
El índice de audiencia tampoco fue el mejor, sobre todo en los primeros capítulos, siendo superados por la serie Huaiquimán y Tolosa, de Canal 13, con la que competía en la franja estelar de los jueves. Según los críticos, el no tener el suficiente índice de audiencia podría significar una menor votación, y por consiguiente no se seguiría el objetivo de que "Chile eligiera a sus mejores".